# 熊本県立東稜高等学校
熊本県立東稜高等学校（くまもとけんりつ とうりょうこうとうがっこう, Kumamoto Prefectural Toryo High School）は、熊本県熊本市東区小峯四丁目にある公立高等学校。

## 概要
歴史・特色
熊本県では1988年（昭和63年）と、直近に設立された県立の高等学校で、大部分の生徒が国公立大学をはじめとする上級学校への進学を目指す。進路多様校である。2018年（平成30年）に創立30周年を迎えた。
設置課程・学科・コース
- 全日制課程 普通科（1組～7組の7学級）・普通科理数コース （1学級）・普通科国際コース（1学級）

校訓
夫れ本校の生徒たる者は
心身を鍛え節度を重んじ
知能を磨き徳性を涵養し
将来に備えよ
人の真諦は自らを律し自らを興すにあり
志を立て精力を一点に集中して事を為せ
自律自興 一点突破
以て国家社会の有為な形成者と成れ
校章
校歌
作詞・作曲は初代校長の花吉洋一による（補筆・編曲は東正生）。3番まであり、各番とも「おお東稜」で終わる。校歌とは別に「東稜讃歌」（作詞 - 上谷吉美／作曲 - 服部克久）もある。
同窓会
「東稜高校同窓会」
校地・施設
学校敷地面積は75,000m2を超える。校舎の設計は木島安史YAS都市研究所による。校舎の竣工は1988年（昭和63年）で、敷地面積は65,000m2、建築面積は8,256m2、延床面積13,153m2。鉄筋コンクリート構造（RC構造）4階建て。1991年（平成3年）に第4回村野藤吾賞を受賞しており、くまもとアートポリス選定既存建造物である。

## 沿革
- 1987年（昭和62年）10月30日 - 熊本県条例第26号により、熊本県立東稜高等学校の設置が認可。開設事務所を熊本県立熊本聾学校に設置。
- 1988年（昭和63年）
  - 1月16日 - 校章を制定。
  - 3月16日 - 校旗を制定。
  - 3月25日 - 普通科教室棟が完成。
  - 4月1日 - 熊本市健軍町2614-1（旧住所表記）に「熊本県立東稜高等学校」が開校。
    - 全日制課程 普通科・普通科国際コース・普通科理数コース・普通科情報科学コースの1学科・4コースを設置。
    - 普通科の通学区は、熊本市・西合志町・合志町・菊陽町・益城町、それ以外のコースの通学区は熊本県全域。

  - 4月 - 校歌を制定。
  - 9月24日 - 普通科教室増築・理科棟が完成。
  - 11月14日 - 芸術棟・礼法室が完成。
- 1989年（平成元年）
  - 3月14日 - 体育館が完成。
  - 3月16日 - 校旗・略旗を制定。
  - 3月27日 - 管理棟が完成。
  - 6月14日 - プールが完成。
  - 10月18日 - 開校記念式典を挙行。
- 1990年（平成2年）3月31日 - クラブハウスが完成。
- 1991年（平成3年）
  - 11月1日 - 次年度の情報科学コースの生徒募集を停止。
  - 12月3日 - 国際コース・理数コースにおいて次年度より推薦入試の実施が決定。
- 1994年（平成6年）12月22日 - セミナーハウス（研修施設）が完成。
- 1995年（平成7年）
  - 2月27日 - 住所表示が「熊本市小峯四丁目5-10」（現表記）となる。
  - 理数コースを2学級から1学級に改編。
- 1996年（平成8年）11月11日 - 弓道場が完成。
- 2002年（平成14年）文部科学省よりスーパーイングリッシュランゲージハイスクール研究開発校に指定される。（2004年（平成16年）までの3年間）
- 2003年（平成15年) 平成15・16年度県教育委員会指定　体育・スポーツ研究推進校の指定。

## 学校行事
毎年5月に行われる体育大会ではマスゲームが行われる。

## 部活動
体育系
- ハンドボール部
- 硬式野球部
- サッカー部
- 陸上部
- ラグビー部
- 水泳部
- バレーボール部
- バスケットボール部
- テニス部
- 剣道部
- 弓道部
- 卓球部
- バドミントン部
- 空手道部

文化系
- 化学部
- 物理部
- 演劇部
- 華道部
- 写真部
- 茶道部
- パソコン部
- ESS部（English Speaking Society）
- 合唱部
- 放送部
- 美術部
- 生物部
- 書道部
- 吹奏楽部
- JRC部 （Junior Red Cross）

## 著名な出身者
- 髙﨑裕士 - 津軽三味線奏者
- 坂本広大 - プロサッカー選手
- 坂本亘基 - プロサッカー選手
- 池谷友喜 - プロサッカー選手

## 交通アクセス
最寄りの鉄道駅
- 熊本市交通局（路面電車）「健軍町停留場」

最寄りのバス停
- 熊本都市バス 「小峯営業所」下車徒歩10分、「東稜高校前」下車すぐ

最寄りの道路
- 熊本県道232号小池竜田線 「東稜高校入口交差点」
- 九州自動車道（高速道路）益城熊本空港インターチェンジ

## 周辺
- 熊本都市バス小峯営業所
- ゆめマート小峯店
- 熊本小峯郵便局
- 熊本県消防学校
- 九州総合通信局電波監理部
- 医療法人小柳病院